# João Callegaro
João Callegaro (Joaçaba, 21 de setembro de 1945) é um cineasta brasileiro. 
Callegaro faz parte da geração de diretores do Cinema Marginal (cinema produzido com poucos recursos financeiros durante a ditadura militar), da qual fizeram parte Carlos Reichenbach, Rogério Sganzerla, Ozualdo Candeias, Júlio Bressane, Neville D'Almeida, Maurice Capovilla e outros.

## Filmografia
- 1968: As Libertinas, episódio Ana. Roteiro e direção, divididos com Carlos Reichenbach e Antônio Lima. Atores: Sônia Helena, Milton Lopes, Carmen Monteiro, José Ramalho, Sabrina.
- 1970: O Pornógrafo. Direção e roteiro (dividido com Jairo Ferreira). Atores: Stênio Garcia, Edgar Gurgel, Liana Duval e Sérgio Hingst.

### Curtas
- O Suspense
- Auwe (2000)